# Horodenka
Horodenka of Gorodenka (Oekraïens: Городе́нка; Pools: Horodenka; Jiddisch: האראדענקע) is een stad in de Oekraïense oblast Ivano-Frankivsk. De stad telde in 2019 9.113 inwoners.

## Geschiedenis
De eerste annalistische vermelding van Horodenka dateert uit 1195. Het was een nederzetting van boeren en ambachtslieden.
Sinds 1349 werd Galicië geregeerd door de Poolse kroon. In de vijftiende eeuw werd een kasteel gebouwd op een klif boven de Jamgorov-rivier en veranderde Horodenka in een typisch feodaal verblijf.
Na de eerste verdeling van het Pools-Litouwse Gemenebest in 1772 werd Horodenka van de Habsburgers. Tijdens de hervormingen van de Oostenrijkse keizer Joseph II in de jaren 1780 werden kloosters geliquideerd en in 1788 werd de eerste seculiere school (met Duits als instructietaal) geopend.
Na de ineenstorting van Oostenrijk-Hongarije in 1918 werd de nederzetting onderdeel van Polen en in september 1939 werd het een onderdeel van de Sovjet-Unie.
Vanaf 5 juli 1941 tot 25 maart 1944 stond Horodenka onder Duitse bezetting. In deze periode werden nagenoeg alle Joodse inwoners vermoord.

## Bevolking
Sinds de tweede helft van de negentiende eeuw is de bevolking nauwelijks gegroeid. In 1870 was de bevolking 8.824 personen. In 2019 bedroeg het inwonersaantal 9.113 personen.

## Geboren
- Salo Flohr (1908-1983), schaker